# 재송여자중학교
재송여자중학교(裁松女子中學校)는 대한민국 부산광역시 해운대구 재송동에 있는 공립 중학교이다.

## 학교 연혁
- 1984년 1월 7일 : 재송여자중학교 설립인가(30학급)
- 1984년 3월 1일 : 초대 이학찬 교장 취임
- 1984년 3월 5일 : 제1회 입학식(10학급 659명)
- 2012년 2월 29일 : 학교문화개선 정책 연구학교 운영(시교육청 2010.9.1 ~ 2012.2.29)
- 2012년 3월 1일 : 과목중점형 교과교실제 운영
- 2013년 9월 1일 : 체육관 및 진로상담실 개관
- 2014년 3월 1일 : 자유학기제 운영 시작
- 2022년 2월 20일 : 급식실 증축공사 준공
- 2022년 11월 11일 : 강당 <솔빛관> 준공
- 2024년 2월 8일 : 제38회 졸업식(6학급, 총 14,221명)
- 2025년 1월 17일 : 제39회 졸업식(6학급 112명)
- 2025년 3월 1일 : 제17대 정호석 교장 취임
- 2025년 3월 4일 : 제42회 입학식(5학급 97명 입학)

## 참고 자료
- 재송여자중학교 - 한국교육학술정보원 학교알리미